# Los Sauces (Córdoba)
Los Sauces es una localidad ubicada en el departamento Cruz del Eje, provincia de Córdoba, Argentina.
La localidad creció en torno a la estación ferroviaria del Ferrocarril General Belgrano. La suspensión de los servicios férreos a principios de la década de 1990 produjo un gran despoblamiento de la localidad; en el último censo nacional fue considerada población rural dispersa.

## Ubicación
Se encuentra a 4 km de la Ruta Nacional 38 a través de un acceso de asfalto.
Distancias:
- San Marcos Sierras 8 km
- Cruz del Eje 14 km
- Capilla del Monte 32 km
- Villa de Soto 37 km
- Deán Funes 46 km
- La Falda 60 km
- Cosquín 78 km
- Villa Carlos Paz 103 km
- Córdoba 130 km